# بلکول (پنسیلوانیا)
بلکول (به انگلیسی: Blackwell) یک منطقهٔ مسکونی در ایالات متحده آمریکا است که در شهرستان تیوگا، پنسیلوانیا واقع شده‌است. بلکول ۲۶۷٫۹۲ متر بالاتر از سطح دریا قرار دارد.